# Saint-Germain-en-Laye Hockey Club
Saint-Germain-en-Laye Hockey Club is een Franse hockeyclub uit Saint-Germain-en-Laye opgericht in 1927. Zovel het eerste herenteam als het eerste damesteam komen uit op het hoogste niveau in Frankrijk. Beide teams werden voor het eerst kampioen van Frankrijk in 2006 en het jaar daarna werden de heren weer kampioen.
In 2009 was de club een van de organiserende clubs van de groepsfase in de EHL.